# Louis Lanternier
Louis Lanternier, né le 21 avril 1859 à Gorze et mort en 1916, est un architecte appartenant au mouvement de l'école de Nancy.

## Biographie
Louis Lanternier à fait ses études à l’École nationale des Beaux Arts de Paris.
Il est connu pour avoir fait entreprendre des forages qui ont abouti à la mise en évidence d’une source, à laquelle il donne son nom, en 1909 au Parc Sainte-Marie, permettant la création du complexe de Nancy-Thermal.

## Réalisations
Parmi les réalisations de Louis Lanternier, on trouve
- à Mars-la-Tour, transformation de l'église paroissiale Saint-Martin, construction de l'ancien musée militaire (1901-1902) ;
- à Nancy, l'immeuble de l'ancien Casino des Familles[6], 7 rue Saint-Julien, (1902) ;
- à Nancy, l'établissement Grand Nancy Thermal, (1913) ;
- à Nancy, des immeubles d'habitation privés, comme le 1 rue de Serre (1892) ou le 59 rue Isabey (1894).

Édifices réalisés par Louis Lanternier
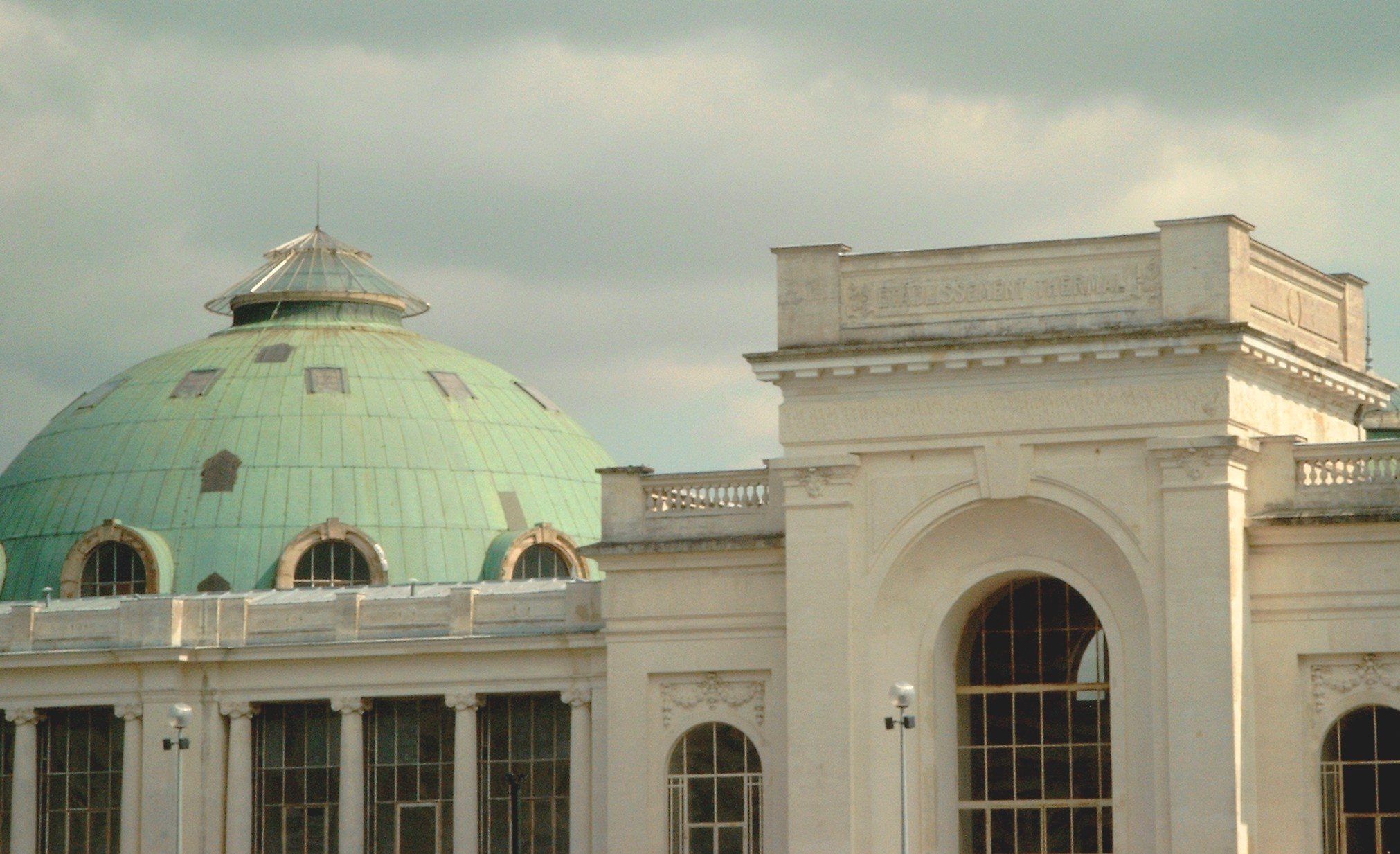
piscine Nancy-Thermal
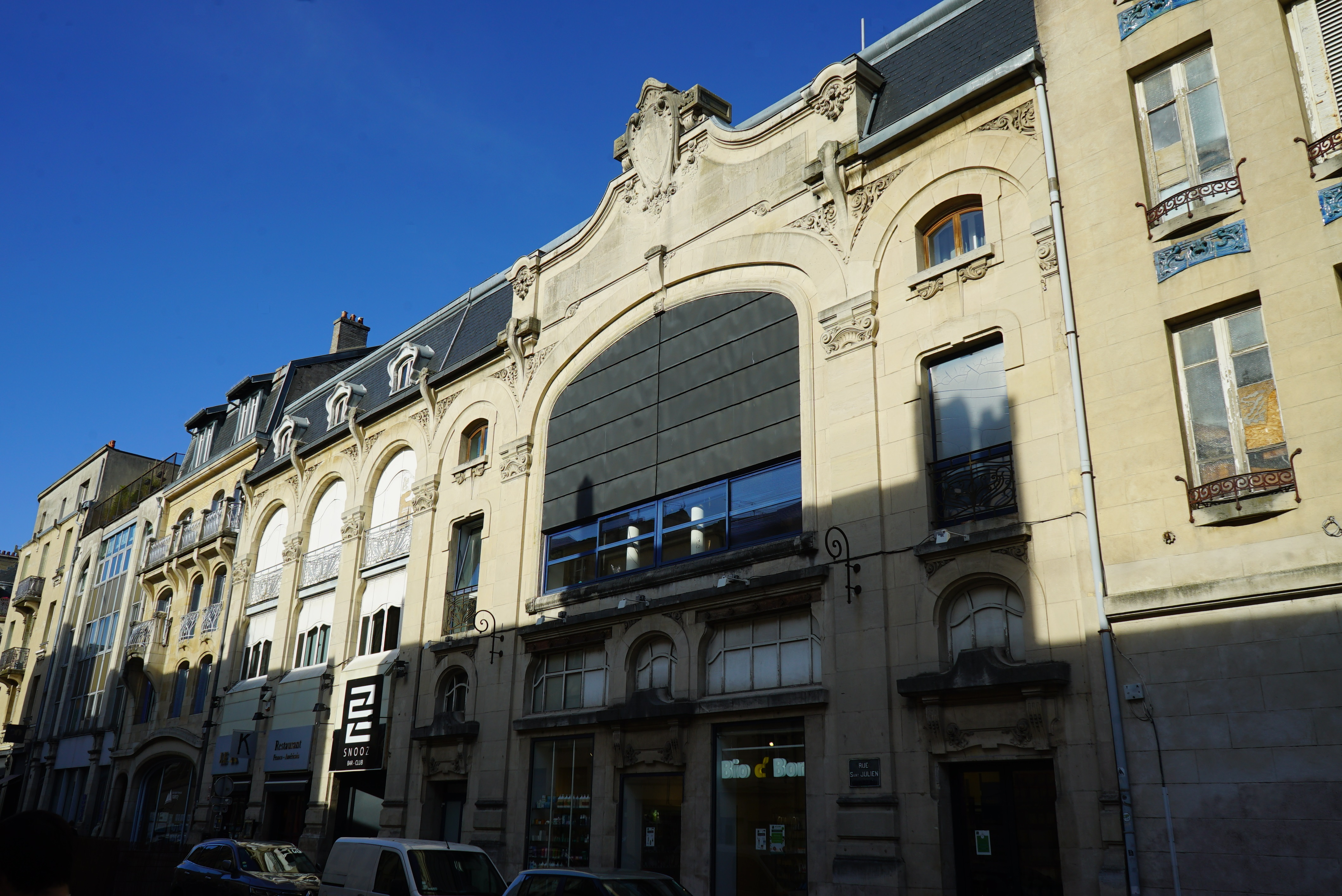
ancien immeuble du Casino des Familles